# 大洲冨士インターチェンジ

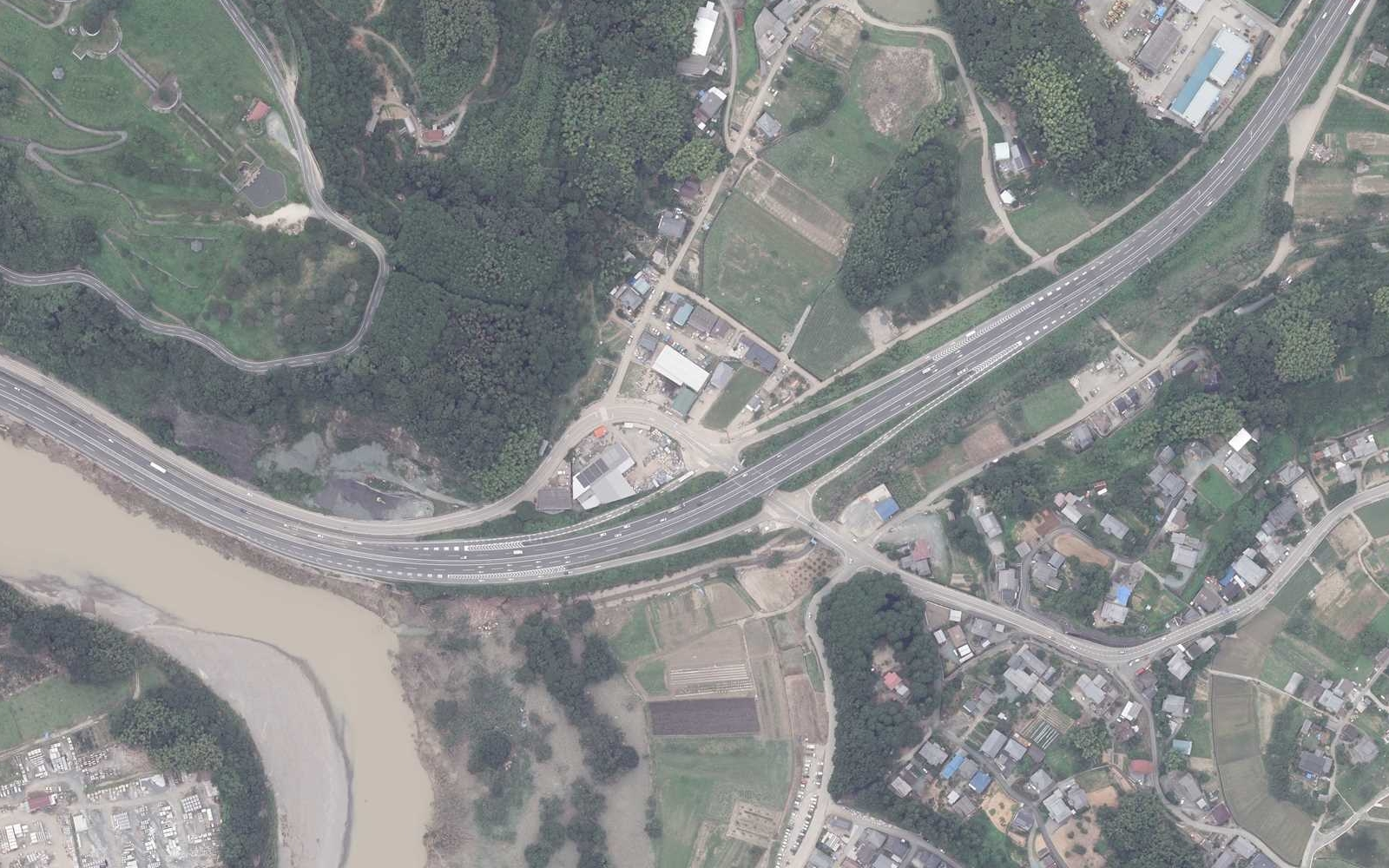

大洲冨士インターチェンジ（おおずとみすインターチェンジ）は、愛媛県大洲市菅田町菅田にある、松山自動車道（大洲道路）のインターチェンジである。

## 概要
大洲IC - 大洲北只IC間は、高速自動車国道に並行する一般国道自動車専用道路であり、通行料金は無料のため当ICには料金所が設置されていない。

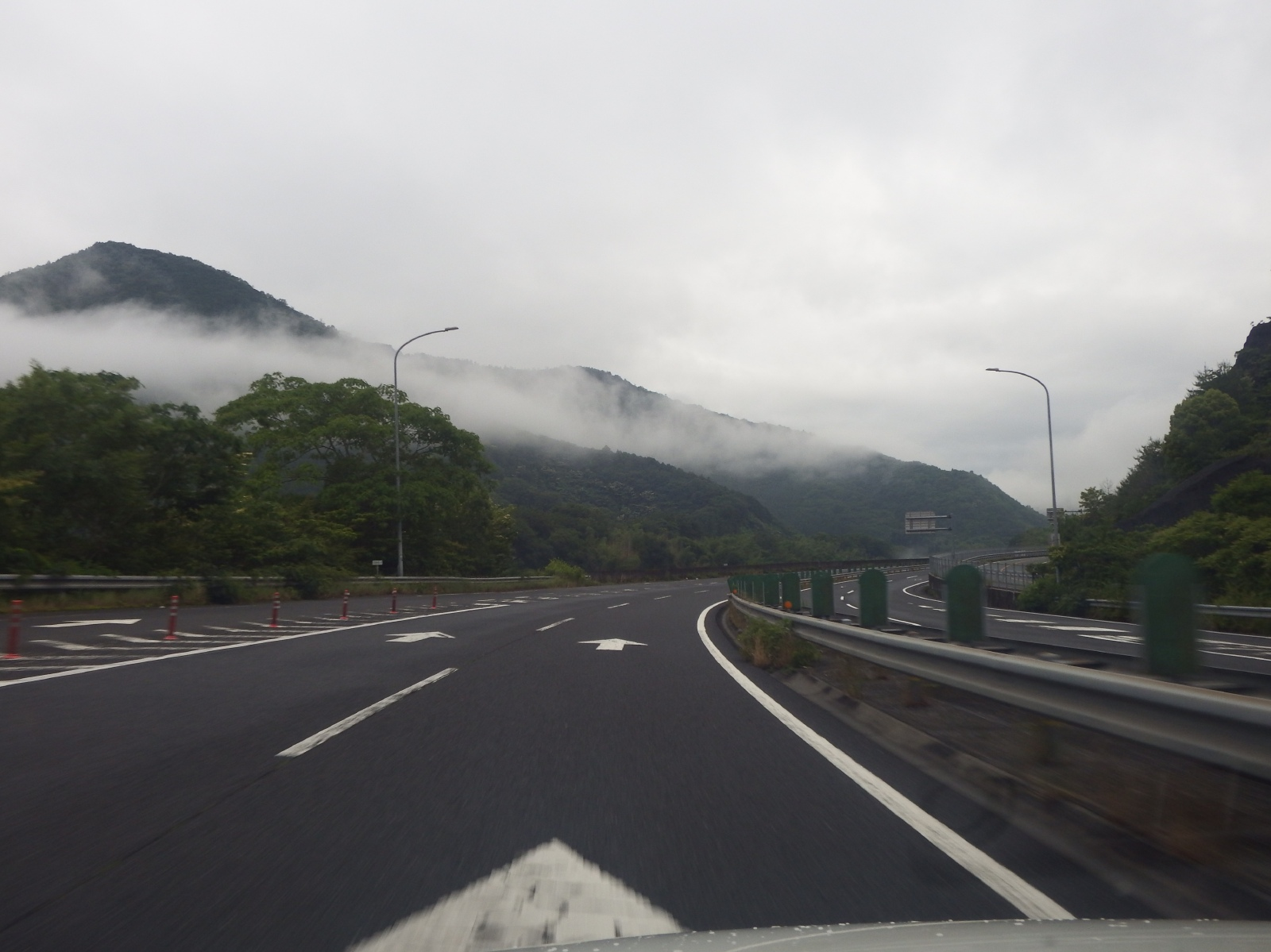
下り線　入口合流

## 歴史
- 1991年（平成3年）3月19日 : 大洲冨士IC - 大洲南IC間の開通に伴い供用開始[1][2]。
- 1993年（平成5年）3月25日 : 大洲北IC - 大洲冨士IC間が開通[2]。

## 周辺
- 大洲市立肱東中学校
- 大洲家族旅行村オートキャンプ場
- 大洲市立菅田保育所
- 冨士山公園

## 接続する道路
- 国道197号

## 隣
E56 松山自動車道（ 大洲道路）
(17) 大洲北IC - (18) 大洲冨士IC - (19) 大洲肱南IC